# Хэмилтон, Сайми
Саймон «Сайми» Хэмилтон (англ. Simeon "Simi" Hamilton; род. 14 мая 1987, Аспен, Колорадо) — бывший американский лыжник, победитель одной гонки Кубка мира, трёхкратный призёр гонок Кубка мира, участник Олимпийских игр 2010, 2014 и 2018 годов и шести чемпионатов мира. Специализировался в спринтерских гонках.

## Карьера
В Кубке мира Хэмилтон дебютировал в феврале 2010 года, тогда же первый раз попал в тридцатку лучших на этапе Кубка мира, в спринте. 31 декабря 2013 года победил в личном спринте свободным стиле на одном из этапов Тур де Ски 2013/2014 в Ленцерхайде. Для американских мужчин эта победа стала первой на этапах Кубка мира за 30 лет после успеха Билла Коха в Сараево в феврале 1983 года.
На Олимпиаде-2010 в Ванкувере стартовал в трёх гонках: 15 км коньком — 64-е место, спринт — 29-е место, эстафета — 13-е место.
За свою карьеру принимал участие в шести чемпионатах мира (2011, 2013, 2015, 2017, 2019, 2021). Лучшее достижение — пятое место в командном спринте на чемпионате мира 2017 года в Лахти.
Использует лыжи производства фирмы Fischer.
13 марта 2021 года объявил о завершении карьеры.